# Philip Levine (poète)
Pour les articles homonymes, voir Philip Levine et Levine.
Philip Levine, né le 10 janvier 1928 à Détroit et mort le 14 février 2015 à Fresno, est un poète américain. Il a notamment écrit sur la classe ouvrière de Détroit. Il fut élu chancelier de l'Academy of American Poets de 2006 à 2008, il est nommé Poète lauréat des États-Unis en 2011.

## Biographie
Philip Levine naît dans une famille d'origine juive russe à Détroit. En 1933, son père, vendeur de pièces automobiles, meurt. Il est élevé par sa mère, une employée de bureau.
Il est marqué par l'antisémitisme qui règne alors à Détroit, antisémitisme entretenu et diffusé par Henry Ford.
Il passe son enfance dans la ville de Détroit dans le Michigan, à une époque marquée par la Grande Dépression économique des années 1930. Dès l'âge de quatorze ans, il doit travailler dans des usines automobiles parallèlement à ses études.
Après ses études secondaires,  il s'inscrit à l'université de Wayne State de Détroit, il obtient son Bachelor of Arts en 1950, puis son Master of Arts en 1955 ; il continue ses études à l'université de l'Iowa où il passe son Master of Fine Arts (Beaux arts) en 1957. Avant d'enseigner la littérature et la création littéraire à l'université d'État de Californie à Fresno en 1958, il gagne sa vie en occupant différents métiers comme chauffeur de camion ou assembleur dans une usine Chevrolet, il profite de ses pauses pour lire ou écrire de la poésie,.
Levine publie ses premiers textes dans The New Yorker en 1958, puis son premier recueil de poèmes, On the Edge en 1961, qui lui vaut le prix Henry-Jackson, suivi de Not This Pig en 1968.
Il se fait connaître en particulier pour son traitement du sujet de la classe ouvrière.
Il est professeur à l'université d'État de Californie à Fresno pendant plus de trente ans.
L'université d'État de Californie à Fresno a créé le Philip Levine Prize for Poetry.
Levine et sa femme avaient élu domicile à Fresno et à Brooklyn Heights. Il est décédé d'un cancer du pancréas le 14 février 2015, à l'âge de 87 ans.

## Publications

### Poésie
- The Last Shift, éd. Alfred A. Knopf, 2016[14],
- News of the World, éd. Alfred A. Knopf, 2009[15],
- Breath, éd. Alfred A. Knopf, 2004[16],
- The Mercy, éd. Alfred A. Knopf, 1999[17],
- Unselected Poems, éd. Greenhouse Review Press, 1997,
- The Simple Truth, éd. Alfred A. Knopf, 1994[18],
- New Selected Poems, éd. Alfred A. Knopf, 1991,
- What Work Is, éd. Alfred A. Knopf, 1991[19],
- A Walk with Tom Jefferson, éd. Alfred A. Knopf, 1988,
- Sweet Will, éd. Atheneum, 1985,
- One for the Rose, éd. Atheneum, 1981,
- Ashes: Poems New and Old, éd. Atheneum, 1979,
- 7 Years From Somewhere, éd. Atheneum, 1979,
- The Names of the Lost, éd. Atheneum, 1976,
- On the Edge & Over: Poems, Old, Lost, & New, éd. Cloud Marauder Press, 1976,
- They Feed They Lion, éd. Atheneum, 1972[20],
- Not This Pig, éd. Wesleyan University Press, 1968,
- On the Edge, éd. The Stone Wall Press, 1961

### Prose
- My Lost Poets: A Life in Poetry, éd. Alfred A. Knopf, 2016[21],
- So Ask: Essays, Conversations, and Interviews, éd. University of Michigan Press, 2002,
- The Bread of Time: Toward an Autobiography, éd. University of Michigan Press, 1994[22],
- Don’t Ask, éd. University of Michigan Press, 1981.

## Prix et distinctions
- 2013, lauréat du  prix Stevens Wallace[23],
- 1995, lauréat du prix Pulitzer[24],
- 1991, obtention du National Book Award,
- 1987, lauréat prix de poésie Ruth Lilly[25]
- 1979, obtention du  National Book Award,
- 1979, lauréat du National Book Critics Circle[26],
- 1977, lauréat du prix de poésie Marshall Lenore[27],
- 1973, bourse de la fondation J.S. Guggenheim[28]
- 1963, obtention du Henry Jackson Award[29] ,
- 1957, bourse de la fondation J.S. Guggenheim[30]
- etc.